# Mazo de juez

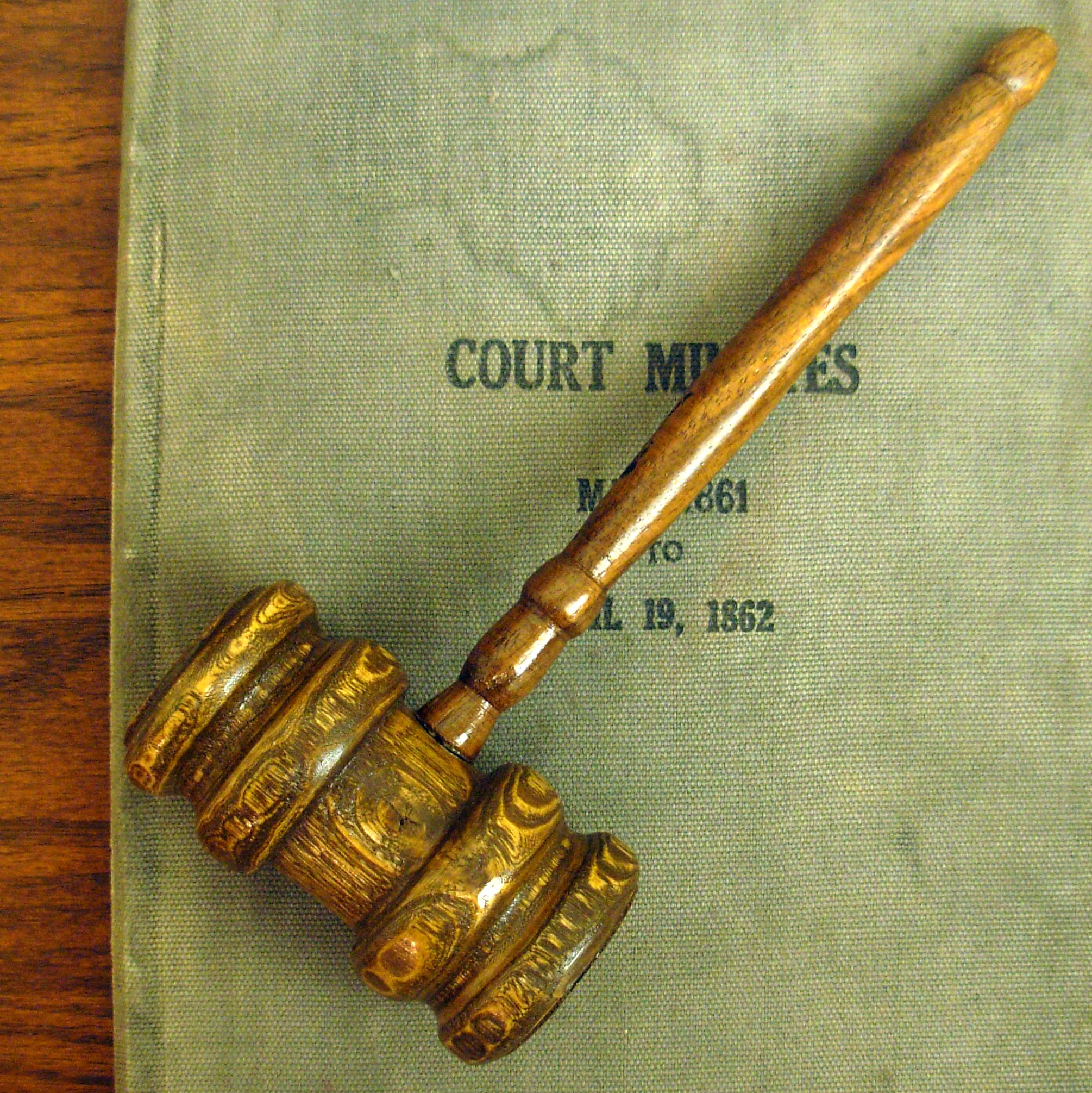
Mazo de corte

El mazo de juez, mazo de corte, martillo de juez, o martillo de corte  es un pequeño mazo ceremonial comúnmente hecho de madera dura, generalmente con un mango.
Puede usarse para llamar la atención o para puntuar fallos y proclamaciones y es un símbolo de la autoridad y el derecho a actuar oficialmente en calidad de jefe de poder ejecutivo, legislativo o judicial. Transmite  orden, seriedad y decoro que debe imperar en un tribunal. Es utilizado para iniciar o terminar los trabajos en las salas de audiencias.